# Liste der Naturdenkmale in Reifenberg
Die Liste der Naturdenkmale in Reifenberg nennt die im Gemeindegebiet von Reifenberg ausgewiesenen Naturdenkmale (Stand 23. Mai 2024).

## Naturdenkmale
| Nr.         | Bezeichnung                   | Lage                                                      | Beschreibung        | Bild                                    |
| ----------- | ----------------------------- | --------------------------------------------------------- | ------------------- | --------------------------------------- |
| ND-7340-270 | Baumgruppe am Feldkreuz       | östlich des Ortes auf dem Häselberg Lage                  | neun markante Bäume | Fotos hochladen                         |
| ND-7340-271 | Linde an der Strassenkreuzung | östlich des Ortes an der Kreuzung von L 466 und K 76 Lage | Tilia sp.           | Direkt Bild zu diesem Denkmal hochladen |

## Ehemalige Naturdenkmale
| Nr. | Bezeichnung         | Lage                         | Beschreibung                           | Bild                                    |
| --- | ------------------- | ---------------------------- | -------------------------------------- | --------------------------------------- |
|     | Linde an der Kirche | Hauptstraße, bei Nr. 12 Lage | Tilia sp.; Rechtsverordnung aufgehoben | Direkt Bild zu diesem Denkmal hochladen |